# بری فاستر
بری فاستر (انگلیسی: Barry Foster؛ ۲۱ اوت ۱۹۲۷ – ۱۱ فوریهٔ ۲۰۰۲) هنرپیشه اهل بریتانیا بود.
از فیلم‌هایی که وی در آن نقش داشته است، می‌توان به جنون، نبرد رود پلاته، نبرد بریتانیا، بازرس کلوزو، دختر رایان، دونکرک، گورو و بسته غیرمنتظره اشاره کرد.